# Metzler Lexikon englischsprachiger Autorinnen und Autoren
Das Metzler Lexikon englischsprachiger Autorinnen und Autoren, herausgegeben von Eberhard Kreutzer und Ansgar Nünning, ist ein einbändiges Lexikon englischsprachiger Autoren, das 631 literarische Porträts von 220 Artikelautoren enthält und erstmals 2002 vom Verlag J.B. Metzler veröffentlicht wurde. 2006 erschien eine Sonderausgabe.

## Konzeption
In ihrem Vorwort betonen beide Herausgeber, dass sie bei diesem Band die besonders große Beliebtheit der englischsprachigen Literatur im deutschsprachigen Bereich berücksichtigen, die nicht allein der jahrhundertelang zurückreichenden intensiven deutsch-englischen Literaturbeziehungen geschuldet sind, sondern eben auch der intensiven Rezeption vieler Autoren der Moderne und Postmoderne.
Darüber hinaus hätten viele Welterfolge der englischsprachigen Literatur dafür gesorgt, dass im allgemeinen Bewusstsein die britische Literaturszene als die aufsehenerregendste in Europa angesehen würde. Dabei zitieren sie eine Aussage aus Der Spiegel: „Dieser Boom der britischen Literatur ist vor allem in ihrer Vielfalt begründet, im Nebeneinander von Stilrichtungen und Themen, von Experimentellem und nahezu Klassischem, dem Nebeneinander von Generationen und Kulturen.“
Da auch die Literaturszenen der ehemaligen Kolonien des Vereinigten Königreichs, wie beispielsweise Australiens, Kanadas oder Indiens, einen besonderen Platz in der britischen Literaturszene haben, finden sie weltweite Beachtung und geben ihrerseits der englischsprachigen Literatur wichtige Impulse. Diese neuen englischsprachigen Literaturen (New English Literatures oder New Literatures in English) reichen von Kanada bis hin zur Karibik, von Afrika, Südostasien bis hin nach Ozeanien mit Australien und Neuseeland. Ein Indiz für deren Bedeutung sei allein, dass seit 1980 etliche nichtenglische Autoren den Booker Prize erhalten haben. Salman Rushdie, Thomas Keneally, J. M. Coetzee, Keri Hulme, Peter Carey, Michael Ondaatje, Arundhati Roy oder Margaret Atwood sind nur einige Beispiele für diese Schriftsteller, die weltweit rezipiert werden. Außerdem betonen die Herausgeber die wichtige Stellung der irischstämmigen Literaturszene seit Jonathan Swift.
Das Lexikon selbst versteht sich als wichtige Ergänzung zum bereits im selben Verlag erschienenen Metzler Lexikon amerikanischer Autoren (2000), das ausschließlich US-amerikanischen Autoren vorbehalten blieb.
Die von Literaturwissenschaftlern erarbeiteten Biografien berücksichtigen die Lebensdaten und -umstände der Autoren, konzentrieren sich jedoch noch mehr auf deren Werke im literaturhistorischen Kontext und betrachten diese aus gesellschaftlicher Perspektive. Neben der Nennung der wichtigsten Titel im Original und in der deutschsprachigen Übersetzung wird jeder Artikel durch bibliographische Verweise auf Werkausgaben oder weiterführende Literatur abgeschlossen.
Bei der Auswahl der literarischen Porträts orientierte man sich am klassischen Kanon, den man allerdings erweiterte durch
- die „Einbeziehung von zu Unrecht vergessenen oder vernachlässigten Autorinnen, die vielfach erst in den letzten Jahrzehnten von der feministischen Literaturgeschichtsschreibung wiederentdeckt wurden […]“,
- die Aufnahme möglichst vieler Autoren aus dem Bereich der postkolonialen New English Literatures,
- die „großzügige Berücksichtigung“ jüngerer zeitgenössischer Autoren, die man kaum in vergleichbaren Lexika finden dürfte.[2]

Außerdem liegt dem Nachschlagewerk eine recht weitgefasste Literaturdefinition zugrunde, die auch die Essayistik, die Reiseliteratur, Philosophie, Autobiographie und Geschichtsschreibung einschließt.
Die ursprüngliche Liste habe 2.500 Schriftsteller umfasst. Um diese in einen übersichtlichen Rahmen einzufügen, habe man sich daran orientiert, in welcher Weise die Autoren im deutschsprachigen Raum rezipiert (Gegenstand der Forschung, Übersetzung, Werkausgaben) worden seien.
Dennoch hätten es durchaus mehr als diese 631 Autorenporträts sein können, womit sich die Herausgeber einen ungewohnten Seitenhieb auf säumige Beitragslieferer nicht verkneifen konnten: „Daß eine Handvoll Autor/inn/en nicht in diesem Lexikon repräsentiert ist, entzieht sich zudem insofern unserer Verantwortung, als uns ein paar Beiträger/innen trotz zahlreicher Zusicherungen (und Ermahnungen unsererseits) doch im letzten Moment im Stich gelassen haben und wir trotz der großen Kooperationsbereitschaft einiger kurzfristig eingesprungener Beiträger/innen nicht alle Lücken schließen konnten.“
Gewidmet wurde der Band dem Freiburger Anglisten Willi Erzgräber, der nach der Einbringung seiner letzten Artikel für diesen Band (Geoffrey Chaucer, Thomas Hardy, Gerard Manley Hopkins, William Langland) verstarb.
Abgerundet wird der Band durch eine weiterführende Auflistung von Literaturgeschichten und Nachschlagewerken, ein Mitarbeiterverzeichnis sowie ein Personenregister.

## Ausgaben
- Metzler Lexikon englischsprachiger Autorinnen und Autoren. 631 Porträts – Von den Anfängen bis zur Gegenwart. Hrsg. von Eberhard Kreutzer und Ansgar Nünning, Metzler, Stuttgart/Weimar 2002, ISBN 3-476-01746-X, 666 Seiten (Sonderausgabe Stuttgart/Weimar 2006, ISBN 978-3-476-02125-0).